# 三氧化硫吡啶
三氧化硫吡啶是一种有机化合物，化学式为C5H5NSO3。它是无色固体，可溶于极性有机溶剂。它是路易斯碱吡啶和路易斯酸三氧化硫的加合物。它主要用于提供三氧化硫，如由醇类制备硫酸酯：
ROH  +  C5H5NSO3   →   [C5H5NH]+[ROSO3]−
这个试剂可用于很多磺酰化反应，如呋喃的磺酰化反应。它在Parikh–Doering氧化反应中作为亲电试剂。